# Gäddtandkarp
Gäddtandkarp (Belonesox belizanus) är en fiskart som beskrevs av Kner, 1860. Gäddtandkarp ingår i släktet Belonesox och familjen Poeciliidae. Inga underarter finns listade i Catalogue of Life.